# Karl von Unzner
Karl von Unzner (* 3. Februar 1865 in Donauwörth; † 1. Juni 1929 in München) war ein bayerischer Jurist und Präsident des Obersten Landesgerichts in München.

## Leben
Karl von Unzner studierte Rechtswissenschaften in München, legte 1891 die Staatsprüfung ab und wurde im selben Jahr zum Dr. jur. promoviert. 1894 wurde er Amtsrichter am Amtsgericht München I, zugleich beurlaubt als Schriftführer der Kommission für die zweite Lesung des Entwurfs eines Bürgerlichen Gesetzbuches. 1896 wurde er zum II. Staatsanwalt beim Landgericht München I unter Einberufung in das Bayerische Staatsministerium der Justiz befördert, 1898 folgte die Ernennung zum Amtsgerichtsrat unter weiterer Verwendung im Justizministerium. 1899 erfolgte die Beförderung zum I. Staatsanwalt, 1901 zum Regierungsrat und 1903 zum Oberregierungsrat. 1908 erhielt er Titel und Rang eines Ministerialrats. 1912 wurde Unzner zum Senatspräsidenten am Obersten Landesgericht ernannt und erhielt die Erlaubnis, nebenamtlich an Gesetzgebungsarbeiten im Justizministerium mitzuwirken. 1915 wurde er Staatsrat und Ministerialdirektor im Ministerium der Justiz. Im April 1919 trat Unzner das Amt des Präsidenten des Obersten Landesgerichts an, das er bis zu seinem Tod bekleidete.

## Gutachten zur Königsproklamation von Prinzregent Ludwig
Unzner erlangte in den Jahren 1912/13 Bedeutung für den Gang der bayerischen Geschichte durch ein Gutachten, das er zur Frage einer möglichen Beendigung der Regentschaft in Bayern ausarbeitete. Die Regierung Hertling, namentlich der Innenminister Maximilian von Soden-Fraunhofen, befürwortete ein Ende der Regentschaft nach dem Tod Prinzregent Luitpolds. Strittig war der Weg: Die legitimistisch denkenden Hertling und Soden-Fraunhofen befürworteten eine einseitige Königsproklamation des Thronfolgers Ludwig. Der Justizminister Heinrich von Thelemann hielt diesen Weg für verfassungswidrig. Für ihn arbeitete Unzner ein Rechtsgutachten aus, das den Weg der Proklamation verwarf und den Weg einer Verfassungsänderung wies. Unzners Gutachten lag dem Ministerrat am 11. Dezember 1912 vor und wurde zur Grundlage des Regierungshandelns. Zwar scheiterte die Beendigung der Regentschaft 1912, weil die Mehrheit der Zentrumsfraktion in der Abgeordnetenkammer den Weg der Verfassungsänderung nicht mitgehen wollte. Als aber im Herbst 1913 Teile von Unzners Gutachten in der sozialdemokratischen Münchener Post auftauchten, ging die Regierung erneut in die Offensive und ließ am 13. Oktober 1913 mit Zustimmung Prinzregent Ludwigs das gesamte Gutachten Unzners in der Bayerischen Staatszeitung veröffentlichen. Nun war auch die Zentrumsfraktion bereit, den Weg der Verfassungsänderung mitzugehen. So erfolgte die Thronbesteigung Ludwigs als König Ludwig III. im November 1913 auf dem Weg, den Unzner knapp ein Jahr zuvor gewiesen hatte.

## Weblink
- Joachim Lilla: Unzner, Karl Ritter v. In: Joachim Lilla: Staatsminister, leitende Verwaltungsbeamte und (NS-)Funktionsträger in Bayern 1918 bis 1945 (Bayerische Landesbibliothek Online).